# Saša Belić
Saša Belić (* 7. Februar 1981 in Zagreb, SFR Jugoslawien) ist ein ehemaliger kroatischer Eishockeyspieler, der seine Karriere beim KHL Medveščak Zagreb und KHL Zagreb verbrachte. Für Kroatien nahm Belić an einer Vielzahl von Weltmeisterschaften im Herren- und Juniorenbereich teil.

## Karriere
Saša Belić begann seine Karriere als Eishockeyspieler beim KHL Zagreb, für den er von 1995 bis 1999 in der kroatischen Meisterschaft aktiv war. Anschließend wechselte der Verteidiger zum Rekordmeister KHL Medveščak Zagreb, für den er in den folgenden Jahren regelmäßig in Kroatien und der multinationalen Interliga zum Einsatz kam. Von 2007 bis 2009 spielte er parallel mit den Hauptstädtern in der slowenischen Eishockeyliga und in der Saison 2009/10 parallel in der Slohokej Liga. In der Saison 2010/11 spielte er regelmäßig für Medveščaks neuen Kooperationspartner, das Team Zagreb, in der Slohokej Liga und erzielte in 27 Spielen drei Tore und neun Vorlagen. Bis 2011 gewann Belić mit Medveščak insgesamt elf Mal den kroatischen Meistertitel, ehe er seine Karriere beendete.

### International
Für Kroatien nahm Belić im Juniorenbereich an den U18-C-Europameisterschaften 1996, 1997 und 1998, der Europa-Division I der U18-Weltmeisterschaft 1999, der U20-D-Weltmeisterschaft 2000, der U20 C-Weltmeisterschaft 1999 sowie der U20-Weltmeisterschaft der Division II 2001 teil. Im Seniorenbereich stand er im Aufgebot seines Landes bei den C-Weltmeisterschaften 1999 und 2000, den Weltmeisterschaften der Division II 2004, 2005, 2007 und 2011 sowie bei der Division I 2001, 2002, 2003, 2006, 2008, 2009 und 2010.

## Erfolge und Auszeichnungen
| - 2000 Kroatischer Meister mit dem KHL Medveščak Zagreb - 2001 Kroatischer Meister mit dem KHL Medveščak Zagreb - 2002 Kroatischer Meister mit dem KHL Medveščak Zagreb - 2003 Kroatischer Meister mit dem KHL Medveščak Zagreb - 2004 Kroatischer Meister mit dem KHL Medveščak Zagreb - 2005 Kroatischer Meister mit dem KHL Medveščak Zagreb | - 2006 Kroatischer Meister mit dem KHL Medveščak Zagreb - 2007 Kroatischer Meister mit dem KHL Medveščak Zagreb - 2009 Kroatischer Meister mit dem KHL Medveščak Zagreb - 2010 Kroatischer Meister mit dem KHL Medveščak Zagreb - 2011 Kroatischer Meister mit dem KHL Medveščak Zagreb |

### International
- 2000 Aufstieg in die C-Gruppe bei der U20-D-Weltmeisterschaft
- 2000 Aufstieg in die B-Gruppe bei der C-Weltmeisterschaft
- 2005 Aufstieg in die Division I bei der Weltmeisterschaft der Division II, Gruppe A
- 2007 Aufstieg in die Division I bei der Weltmeisterschaft der Division II, Gruppe A